# Josephus Joannes Gerardus Henricus Raaymakers
Josephus Joannes Gerardus Henricus Raaymakers/Raaijmakers (Tilburg, 8 maart 1909 – 18 juli 1976) was een Nederlands burgemeester.
Hij werd geboren als zoon van Adrianus Johannes Raaijmakers (1869-1934) en Petronella Joanna Josefa Willems (1873-1953). Zijn vader was koopman en later grossier in manufacturen. Zelf is hij in 1934 afgestudeerd in de rechten aan de Katholieke Universiteit Nijmegen en na het vervullen van zijn dienstplicht was hij als volontair werkzaam bij de gemeentesecretarie van Goirle. In augustus 1938 werd Raaymakers benoemd tot burgemeester van Rijsbergen. Na bijna 36 jaar die functie te hebben vervuld ging hij in april 1974 met pensioen. Raaymakers overleed twee jaar later op 67-jarige leeftijd.